# Gații de Vest

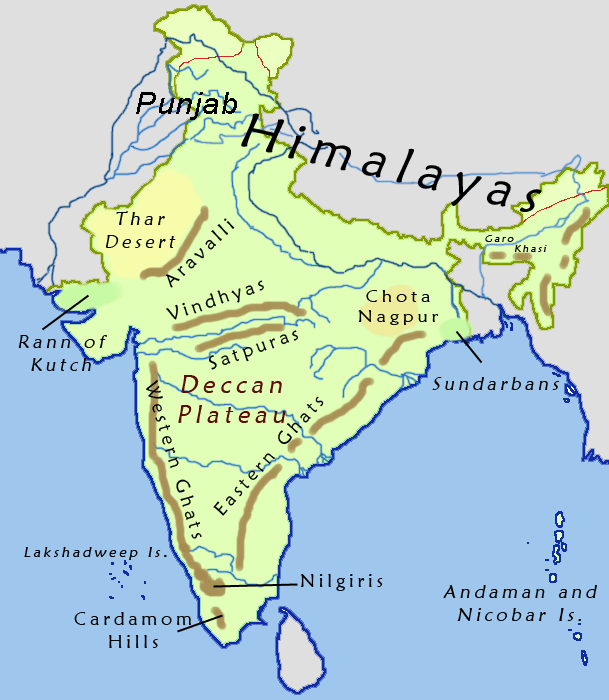
Munții Gaţii de Vest

Gații de Vest (engleză Western Ghats) este un lanț muntos situat aproape de țărmul de la Marea Arabiei, amplasat la marginea de vest a podișului Dekkan din India.

## Date geografice
Vârful cel mai înalt al masivului este 	Anamudi  (2.695 m). Limita de nord a munților este cursul râului Tapti, care se află la granița dintre statele Gujarat și Maharashtra. Lanțul muntos are o lungime  1600 km, el se întinde până aproape de vârful peninsulei Indiei, de-a lungul statelor Maharashtra, Goa, Karnataka, Kerala  și Tamil Nadu.
Altitudinea medie a masivului este de 900 m. Vârfurile mai înalte din nord sunt: Kalsubai (1.646 m), Mahabaleshwar (1.438 m) și Harishchandragarh  (1.424 m), iar în sud , Kudremukh (1.862 m) și Anamudi în Kerala (2.695 m). În sud masivul Westghats este unit prin lanțuri mai joase a munților Billigirirangans, Servaraya și Tirumala cu masivul muntos Munții Ghats de Est. 

## Patrimoniu mondial al umanității UNESCO
Munții Gații de Vest au fost înscriși în anul 2012 pe lista patrimoniului mondial al umanității UNESCO.